# Start Breaking My Heart
Start Breaking My Heart è l'album in studio di debutto del musicista canadese Caribou, pubblicato sotto il soprannome Manitoba il 27 marzo 2001 da The Leaf Label.
L'album ha ricevuto recensioni positive ed è stato ripubblicato nel 2006 dalla Domino Recording Company dopo che Snaith ha iniziato a esibirsi con il nuovo soprannome Caribou. Gli stili e i temi dell'album sono stati confrontati con quelli di Boards of Canada, Four Tet e Aphex Twin.
Nel 2017, Pitchfork ha inserito l'album al numero 40 nella sua lista di "I 50 migliori album IDM di tutti i tempi".

## Tracce
1. Dundas, Ontario – 4:23
2. People Eating Fruit – 6:11
3. Mammals vs. Reptiles – 4:47
4. Brandon – 5:23
5. Children Play Well Together – 3:06
6. Lemon Yoghourt – 2:24
7. James' Second Haircut – 4:15
8. Schedules and Fares – 5:13
9. Pauls Birthday – 6:56
10. Happy Ending – 2:59